# 노스아메리칸 B-45 토네이도
노스 아메리칸 B-45 토네이도(영어: North American B-45 Tornado)는 미국 최초의 제트엔진 폭격기다.

## 실전기록

### 한국전쟁
엔진 고장 등 많은 문제가 지속적으로 발생했지만, B-45는 미국이 한국전쟁에 참전하고 나서, 폭격기와 정찰기로서의 가치를 인정받았다.
제91 전략 정찰 비행대대의 RB-29와 함께, 제323 전략 정찰 비행대대의 RB-45가 일본에 도착하기 시작했다. 제2차 세계대전에 쓰던 피스톤 엔진의 RB-29는 북한 미그기의 쉬운 타겟이 되었다.
RB-45는 투입된 수량이 적었지만, 한국전쟁에서 가치있는 정찰 정보들을 제공했다. 야간 정찰 중에 RB-45가 미그-15에 격추될 뻔 했다. 그 이후 RB-45C는 1952년 초까지 주간 정찰 비행을 많이 했다.

## 제원(B-45A)

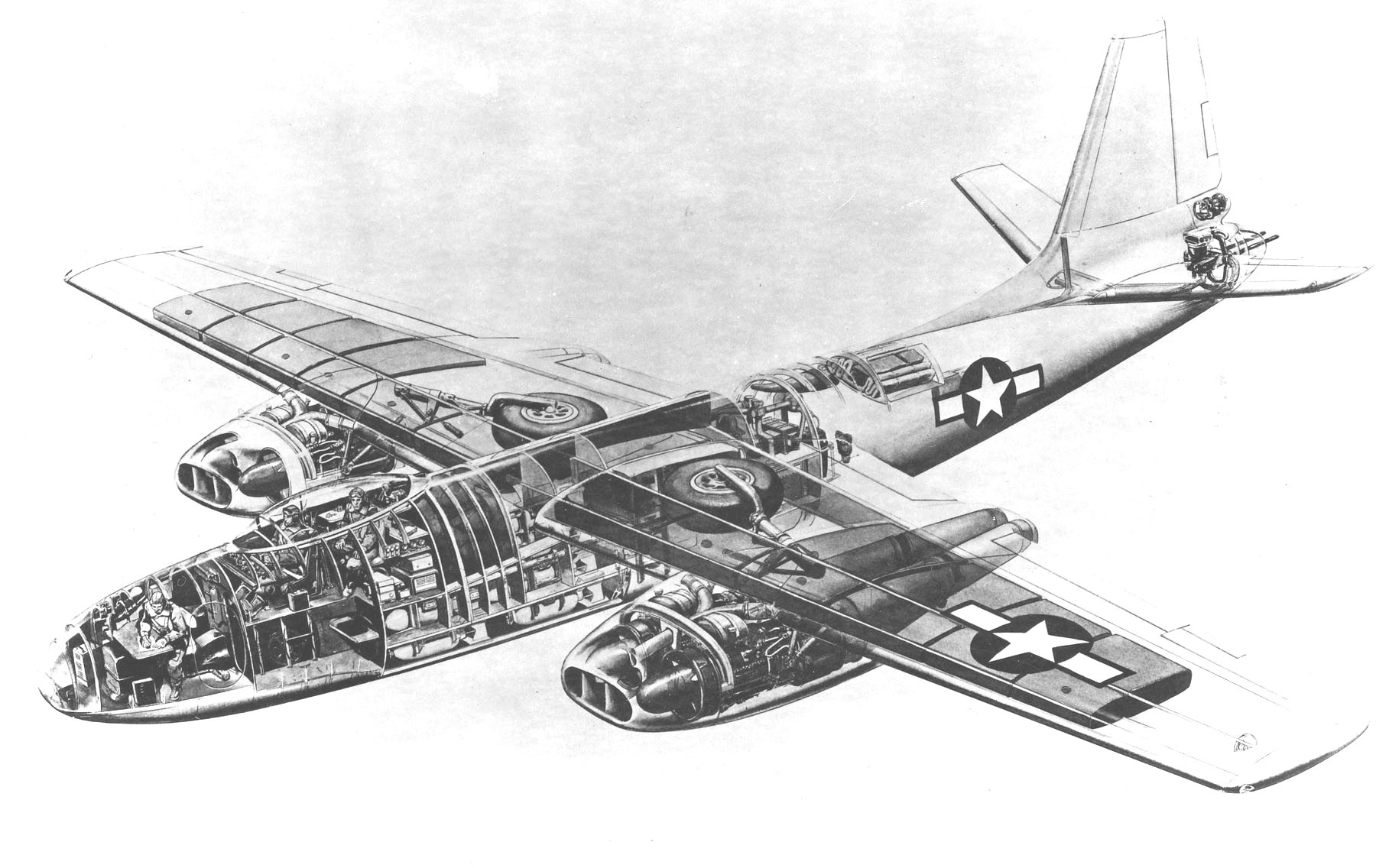

정보의 출처: 
일반 특성
- 승무원: 4 (Pilot, Co-Pilot, Bombardier-Navigator and Tail Gunner)
- 길이: 75 ft 4 in (22.9 m)
- 날개폭: 89 ft 0 in (27.1 m)
- 높이: 25 ft 2 in (7.7 m)
- 날개면적: 1,125 ft² (105 m²)
- 공허중량: 45,694 lb (20,726 kg)
- 탑재중량: 81,418 lb (36,930 kg)
- 최대이륙중량: 110,000 lb (50,000 kg)
- 엔진: 4× General Electric J47-GE-13[2] turbojets, 5,200 lbf (25 kN) 각각

성능
- 최대속도: 570 mph (500 kn, 920 km/h)
- 항속거리: 1,000 mi (870 nmi, 1,600 km)
- 상승한도: 46,400 ft (14,100 m)
- 상승률: 5,950 ft/min (1,810 m/min)
- 날개하중: 72.37 lb/ft² (353.4 kg/m²)
- 추력대중량비: 0.26

무장
- 기관포: 2 × .50 in (12.7 mm) M3 machine guns
- 폭탄: 22,000 lb (10,000 kg)

## 같이 보기
- 콘베어 B-36
- 보잉 B-47 스트래토젯
- 보잉 B-52 스트래토포트리스
- 투폴레프 Tu-16
- B-2 스피릿